# الک کریک (نبراسکا)
الک کریک(به انگلیسی: Elk Creek) شهری در ایالت نبراسکا کشور ایالات متحده آمریکا است که جمعیت آن در سرشماری سال ۲۰۱۰ میلادی، ۹۸ نفر بوده‌است.